# Марченко Віктор Петрович
Ві́ктор Петро́вич Ма́рченко (19 серпня 1969 — 3 листопада 2014) — старший сержант Збройних сил України, учасник російсько-української війни.

## З життєпису
Народився 1969 року у селі Мироцьке, де здобув освіту, одружився та проживав.
В часі війни — старший сержант 72-ї окремої механізованої бригади, заступник командира взводу-командир гармати.
Трагічно загинув в зоні бойових дій біля Бахчевика тоді Волноваського району — помер від серцевої недостатності під час виконання бойового завдання.
Похований в селі Мироцьке.

## Вшанування
- Присвоєно звання «Герой-захисник Вітчизни» Києво-Святошинського району (згідно рішення Києво-Святошинської районної ради, 20.12.2016).
- У селі Мироцьке встановлено пам'ятний знак Віктору Марченку.